# Țările de Jos la Concursul Muzical Eurovision Junior 2011
Țările de Jos își va alege reprezentantul din 8 muzici. 33% din punctaj este dat de juriu, 33% de juriul de copii și tot 33% de televoting. 

## Selecția Națională
Selecția Națională (Junior Songfestival) va avea semi-finalele pe 17 septembrie și 24 septembrie, finala fiind pe 1 octombrie.

### Semi Finala 1
| Artist | Cântec              | Juniul de copii | Juriul | Televoting | Scor |
| ------ | ------------------- | --------------- | ------ | ---------- | ---- |
| Sera   | Never give up       |                 |        |            |      |
| Yassir | Beautiful           |                 |        |            |      |
| Polle  | Music in my heart   |                 |        |            |      |
| Rachel | Ik ben een Teenager |                 |        |            |      |

### Semi Finala 2
| Artist  | Cântec             | Juriul de copii | Juriul | Televoting | Scor |
| ------- | ------------------ | --------------- | ------ | ---------- | ---- |
| Joel    | Ik denk aan jou    |                 |        |            |      |
| JuNMe   | Magie              |                 |        |            |      |
| Lidewei | Dit is wat ik will |                 |        |            |      |
| Noah    | Twitterqueen       |                 |        |            |      |